# Ganesha’s blessing
Ganesha’s blessing – mixtape polskiego rapera Bedoesa. Wydawnictwo ukazało się w 3 lutego 2013 roku nakładem wytwórni muzycznej Miami Hit Music.

## Lista utworów
Opracowano na podstawie materiału źródłowego.
1. „Egipskie pierdolando”
2. „Polski future”
3. „Jesteś gruba”
4. „Winter fresh”
5. „Skit 1”
6. „Ból dupy”
7. „Rolex”
8. „Mario Bros”
9. „Przeciąg”
10. „Skit 2”
11. „Ganesha's Blessing”
12. „Jestem gentlemanem”